# Coupe de Pologne féminine de football 2014-2015
Navigation
Coupe de Pologne 2013-2014 Coupe de Pologne 2015-2016
La Coupe de Pologne de football féminin 2014-2015 (Puchar Polski Kobiet w piłce nożnej 2014-2015 en polonais) est la 31e édition de la Coupe de Pologne. 
La finale de la Coupe de Pologne féminin se déroule au stade de Gdynia et se termine sur la victoire du Medyk Konin face au Górnik Łęczna sur le score de 5-0.

## Compétition

### Huitièmes de finale
| Club (division)              | Score        | Club (division)            | Date        |
| ---------------------------- | ------------ | -------------------------- | ----------- |
| Praga Warszawa (L1N)         | 0 – 2        | GOSiR Piaseczno (E)        | 9 novembre  |
| Medyk II Konin (L1N)         | 1 – 11       | Medyk Konin (E)            | 18 novembre |
| Unifreeze Górzno (L1N)       | 1 – 3        | KKP Bydgoszcz (E)          | 8 novembre  |
| AZS PWSZ Wałbrzych (L1S)     | 3 – 4        | AZS Wrocław (E)            | 8 novembre  |
| Zagłębie Lubin (E)           | 4 – 0        | Olimpia Szczecin (E)       | 8 novembre  |
| UKS SMS Łódź (L1N)           | 0 – 3        | Mitech Żywiec (E)          | non joué    |
| Sokół Kolbuszowa Dolna (L1S) | 4 – 2 (a.p.) | AZS PSW Biała Podlaska (E) | 9 novembre  |
| AZS UJ Kraków (L1S)          | 1 – 4        | Górnik Łęczna (E)          | 9 novembre  |

### Quarts de finale
| Club (division)              | Score | Club (division)    | Date    |
| ---------------------------- | ----- | ------------------ | ------- |
| GOSiR Piaseczno (E)          | 0 – 5 | Medyk Konin (E)    | 21 mars |
| AZS Wrocław (E)              | 1 – 2 | KKP Bydgoszcz (E)  | 21 mars |
| Mitech Żywiec (E)            | 4 – 1 | Zagłębie Lubin (E) | 21 mars |
| Sokół Kolbuszowa Dolna (L1S) | 0 – 2 | Górnik Łęczna (E)  | 21 mars |

### Demi-finales
| Club (division)   | Score        | Club (division)   | Date     |
| ----------------- | ------------ | ----------------- | -------- |
| Medyk Konin (E)   | 1 – 0        | KKP Bydgoszcz (E) | 6 mai    |
| Górnik Łęczna (E) | 5 – 3 (a.p.) | Mitech Żywiec (E) | 22 avril |

### Finale
La finale se joue le 11 juin 2015, au stade de Gdynia. Elle oppose deux clubs d'Ekstraliga, le Medyk Konin et le Górnik Łęczna, demi-finaliste en 2006-2007.
| 11 juin 2015 | Górnik Łęczna | 0 - 5   | Medyk Konin                                     | Stadion Miejski, Gdynia          |                                  |
| 15 h 00      |               | (0 - 4) | Pajor 16e 28e 31e · Gawrońska 37e · Woźniak 86e | Arbitrage : Ewa Augustyn, Gdańsk | Arbitrage : Ewa Augustyn, Gdańsk |

## Meilleures buteuses
6 buts
- Ewa Pajor (Medyk Konin)

4 buts
- Anna Gawrońska (Medyk Konin)
- Ewelina Kamczyk (Medyk Konin)

Source : 90minut.pl